# Новаки (Лубенський район)
Новаки́ — село в Україні, у Лубенській громаді Лубенського району Полтавської області. Населення становить 1068 осіб. Колишній орган місцевого самоврядування — Засульська сільська громада.

## Географія
Село Новаки знаходиться на березі пересихаючого струмка, нижче за течією на відстані 7 км розташоване місто Лубни, на відстані 1 км розташоване село Клепачі. Поруч проходить автомобільна дорога М03.

## Історія
У період Гетьманщини село входило до Лубенської першої сотні Лубенського полку.
Під час проведеного радянською владою Голодомору 1932—1933 років померло щонайменше 274 жителі села.
12 червня 2020 року, відповідно до розпорядження Кабінету Міністрів України № 721-р «Про визначення адміністративних центрів та затвердження територій територіальних громад Полтавської області», село увійшло до складу Лубенської міської громади.
19 липня 2020 року, в результаті адміністративно - територіальної реформи та ліквідації Лубенського району(1923-2020), село увійшло до складу новоутвореного Лубенського району.

## Населення
Згідно з переписом УРСР 1989 року чисельність наявного населення села становила 1182 особи, з яких 505 чоловіків та 677 жінок.
За переписом населення України 2001 року в селі мешкала 1071 особа.

### Мова
Розподіл населення за рідною мовою за даними перепису 2001 року:
| Мова       | Відсоток |
| ---------- | -------- |
| українська | 97,85 %  |
| російська  | 1,69 %   |
| білоруська | 0,19 %   |
| циганська  | 0,09 %   |

## Економіка
- Свино-товарна ферма.
- ВАТ «Рибовод».
- «Зоря», ТОВ.

## Об'єкти соціальної сфери
- Дитячий садок.
- Школа.

## Відомі люди
- Бала Олександр Петрович (9 липня 1976 року) — український лісівник, декан лісогосподарського факультету Національного університету біоресурсів і природокористування України, кандидат сільськогосподарських наук, доцент, член-кореспондент Лісівничої академії наук України.
- Вознюк Олександр Олегович (1992—2017) — молодший сержант морської піхоти України, учасник російсько-української війни.
- Кучеренко Владислав Ігорович (1993—2014) — старший солдат Збройних сил України, учасник російсько-української війни.